# Villa (famiglia)
La famiglia Villa, conosciuta anche come dè Discalzi o de' Discalci di Villa Carminiana, era originaria di Padova ed è stata una famiglia patrizia molto importante, ad esempio, in città come Ferrara, Torino e Bergamo.

## Diffusione della famiglia Villa
Varie famiglie hanno portato e portano il cognome Villa, legato ad un'antica casata con numerosi rami.
Ad esempio in provincia di Asti, di Bergamo e di Padova, in Piemonte, ed ha avuto vari rami in Emilia, oltre che negli Stati Uniti d'America. Altri rami della famiglia, o famiglie con lo stesso nome, sono o sono state presenti anche nella zona di Genova e di Casale Monferrato.

### Diffusione del cognome Villa
Se si cerca il cognome Villa distinto dall'appartenenza specifica a un preciso casato nobile, nella sua origine etimologica, allora Villa appare legato a Villani perché il secondo deriva dal primo. Tali cognomi, in molte zone italiane, sono legati a località geografiche specifiche che hanno villa nella denominazione, come Villaga, Villa San Giovanni, Villata, Villa Tesio e numerosissimi altri. In tal modo i due cognomi appaiono in molte regioni, e a portarlo sono e sono stati anche persone famose, come la cantante Carmen Villani oppure il politico Tommaso Villa o, ancora, lo storico del XIII secolo Giovanni Villani

## Storia dei Villa di Ferrara
La famiglia Villa arrivò da Padova nel XV secolo, ed il suo primo e conosciuto rappresentante in città fu Lancelotto Villa, che fu al servizio del marchese Niccolò III d'Este.

### Personalità storiche della famiglia
Membri importanti della casata furono: 
- Lancelotto Villa, per primo arrivò a Ferrara da Padova e mutò il suo cognome da de' Discalci di Villa Carminiana nel più semplice Villa. Come diplomatico fu al servizio di Niccolò III d'Este.
- Agostino Villa, fu segretario di Borso d'Este.[4]
- Guido I Villa, nel 1641 acquistò da Francesco I d'Este il Palazzo dei Diamanti, che rimase poi proprietà del ramo della famiglia Villa di Ferrara per quasi due secoli.
- Ghiron Francesco Villa, militare impegnato nella guerra di Candia, morto a Torino nel 1670. In seguito le sue ceneri vennero portate nel mausoleo che la moglie gli fece costruire nella chiesa di San Francesco, a Ferrara.[5]

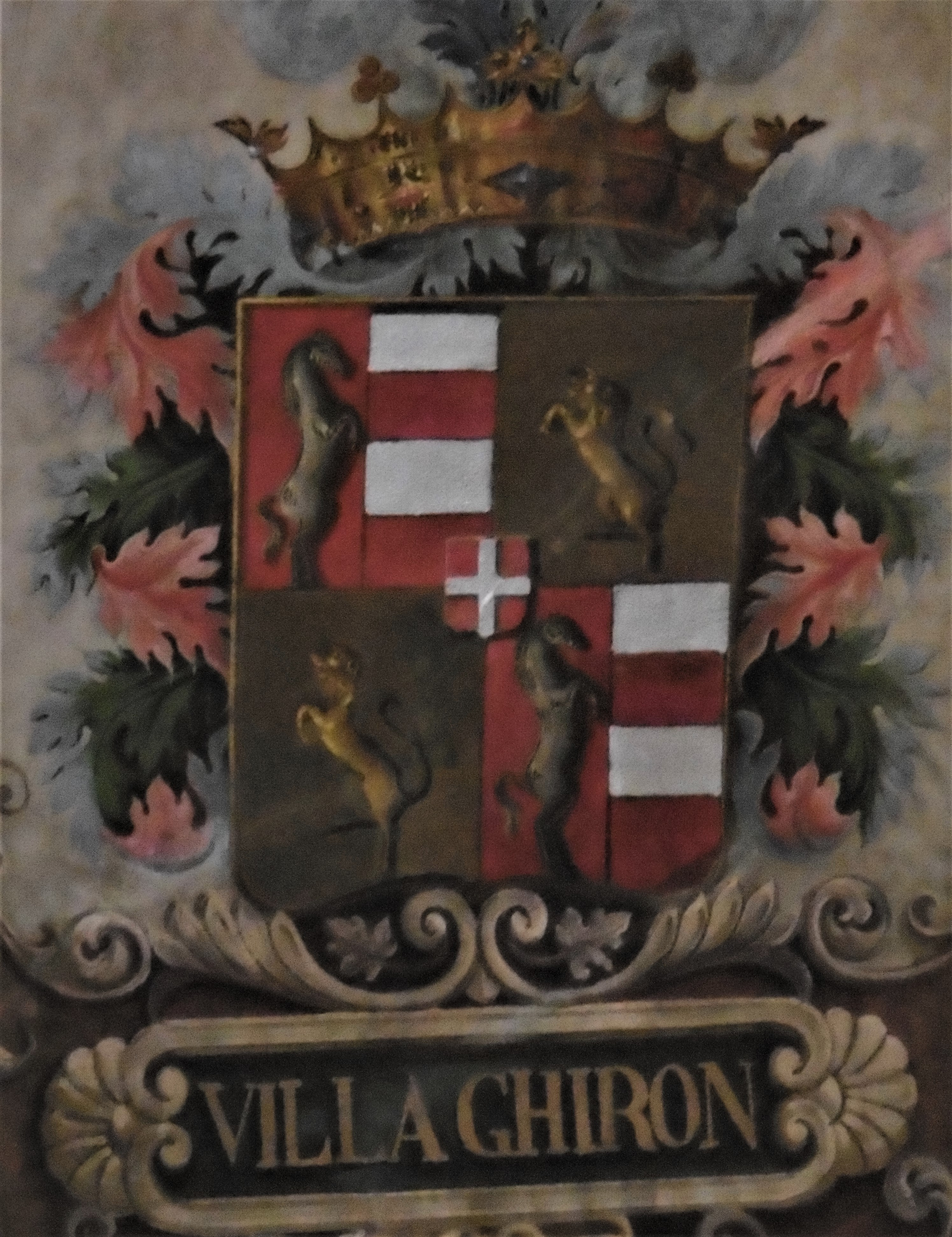
Stemma di Ghiron Villa nel Palazzo Municipale di Ferrara
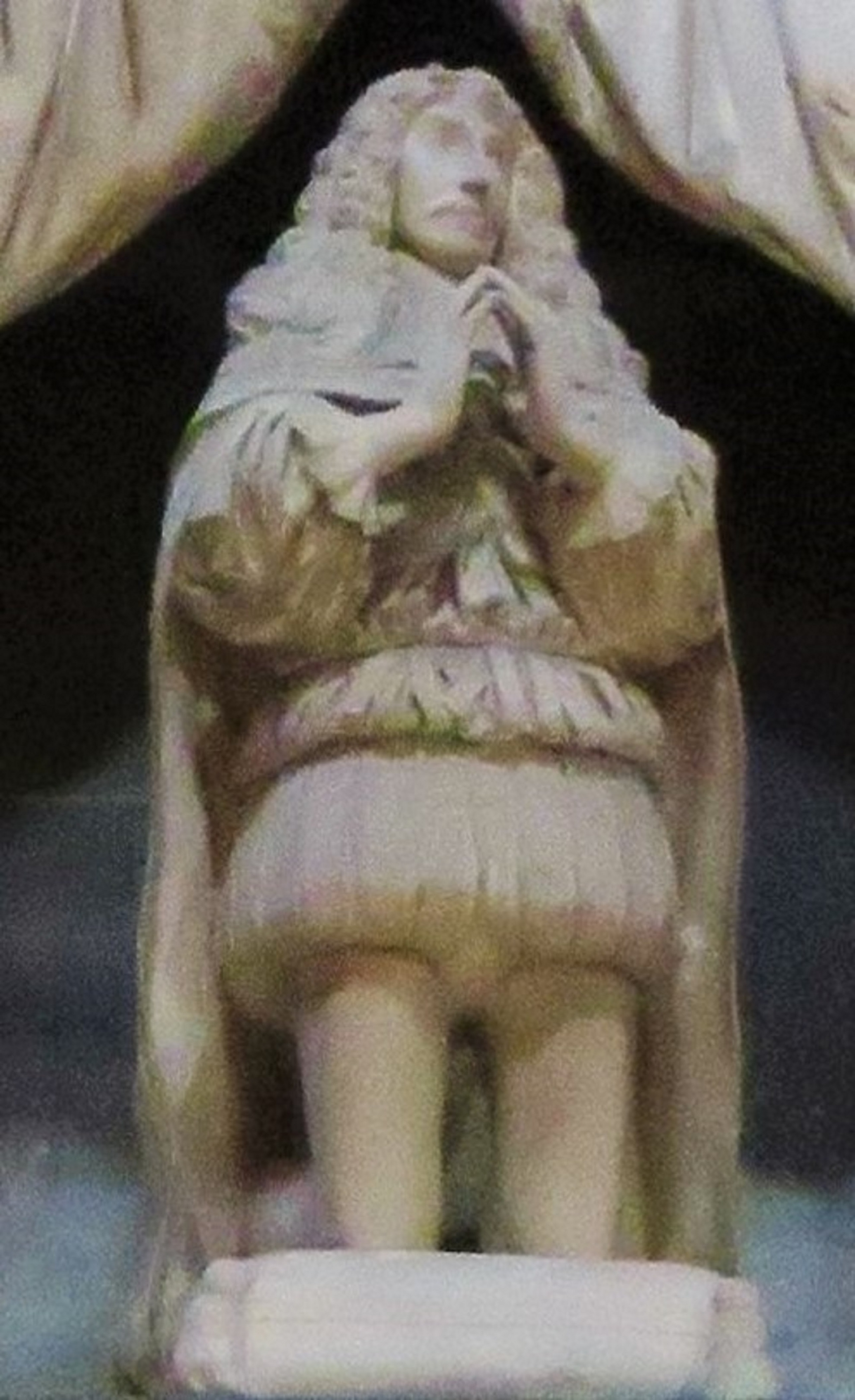
Statua di Ghiron Francesco Villa nel mausoleo nella Chiesa di San Francesco, a Ferrara

## Storia dei Villa di Asti e Torino
Nell'astigiano si hanno notizie, dal XII secolo di una casata feudale Villa, alla quale appartenevano i signori di Santena, investiti il 22 agosto 1447.

## Il cognome Villa in Trentino
In Trentino non sembrano essere presenti storicamente rami della nobile famiglia Villa. Cognomi solo simili, ma senza legami e quindi non forme modificate di Villa, sono quelli dei Vilas e dei Vilos. Il cognome Villa è comune in alcune aree precise, e sembra legato in parte alla zona di Villa Lagarina (Si hanno fonti di un certo Michael Villi a Villa Lagarina nel 1586).